# Chermignac
Chermignac là một xã trong tỉnh Charente-Maritime trong vùng Nouvelle-Aquitaine, tây nam nước Pháp. Xã Chermignac nằm ở khu vực có độ cao từ 25-68 mét trên mực nước biển.